# Matthew Lillard
Matthew Lyn Lillard (n. 24 ianuarie 1970, Lansing, Michigan, SUA) este un actor, scenarist, producător și regizor de film american.